# 公立の大学における外国人教員の任用等に関する特別措置法
公立の大学における外国人教員の任用等に関する特別措置法（こうりつのだいがくにおけるがいこくじんきょういんのにんようとうにかんするとくべつそちほう、昭和57年9月1日法律第89号）は、公立大学においては外国人を教員として公務員に任用することを可能とすることに関する日本の法律である。かつては国公立大学の教員を対象としていたため、「国立又は公立の大学における外国人教員の任用等に関する特別措置法」であったが、国立大学が国立大学法人となってその教職員は公務員ではなくなったため、「公立の大学における外国人教員の任用等に関する特別措置法」と改題された。
なおこの法律は、外国人の定義を「日本の国籍を有しない者をいう。」としている。これは日本国籍がある限り、外務公務員を除き、同時に外国国籍があっても任用に制限がないからある。
公立大学も多くが公立大学法人に移行したため、現在この法律の適用を受けるのは地方自治体が直接設置している大学に限られる。
在日韓国朝鮮人大学教員懇談会（徐龍達代表）が藤波孝生や河野洋平らに働きかけ、1982年8月20日に法案が成立した。